# AS Vita Club
Association Sportive Vita Club je fotbalový klub z Demokratické republiky Kongo, hrající ligu Linafoot. Byl založen v roce 1935 ve městě Kinshasa.

## Historie
Klub byl založen v roce 1935 pod názvem Renaissance. Ten byl změněn v roce 1939 na Diables Rouges, v roce 1942 na Victoria Club a v roce 1971 na Vita Club.
Nejúspěšnějším obdobím byl začátek 70. let, kdy klub vyhrál svoje první 4 mistrovské tituly v tehdejším Zairu v řadě za sebou a v roce 1973 i africký Pohár mistrů.

## Úspěchy
- Liga DR Kongo (14): 1970, 1971, 1972, 1973, 1975, 1977, 1980, 1988, 1993, 1997, 2003, 2010, 2014–15, 2017–18
- Pohár DR Kongo (9):1971, 1972, 1973, 1975, 1977, 1981, 1982, 1983, 2001
- Superpohár DR Kongo: 2015
- Liga mistrů CAF: 1973